# Distrito de San Miguel de Aco
El distrito de San Miguel de Aco es uno de los once distritos de la provincia de Carhuaz, ubicada en el departamento de Áncash, Perú.

## Historia
El distrito fue creado mediante Ley del 7 de diciembre de 1953, en el gobierno del Presidente Manuel A. Odría.

## Capital
Su capital es la localidad de San Miguel de Aco.

## Geografía
Está ubicado a 35 km de Huaraz a una altitud de 3450 m s.n.m y pertenece a la comunidad campesina de Tupac Yupanqui, sector Atoqpampa, del centro poblado de Atoqpampa, del distrito de San Miguel de Aco, provincia de Carhuaz, región Ancash.

## Autoridades

### Municipales
- 2015 - 2018[1]
  - Alcalde: Zenobio Gregorio Méndez Aguirre, del Partido democrático Somos Perú.
- 2011 - 2014
  - Alcalde: Simión Apolinario Gonzales Chinchay, Movimiento Acción Nacionalista Peruano (MANP).

## Atractivos turísticos
- Honqopampa, se caracteriza por sus restos arqueológicos que datan de la misma época de Willcawain (700 a 1000 d. C.). Se ubica en el flanco oeste de la Cordillera Blanca y consiste en un conjunto de viviendas rectangulares con patio central y una necrópolis de chullpas o mausoleos de dos pisos. El más grande tiene seis puertas y veinte cuartos en el primer piso.
- Cataratas de Yuracyacu, Pactsa Gallo Huacan, Qayarec Paccha, Pactsapa Shimin.
- Quebrada Aquilpo.
- Lagunas de Uruscocha (hembra y macho).
- Nevados de Aquilpo, Toclla y Urus. Alta montaña
- Bosques de Quenuales.
- Pinturas Rupestres.

## Festividades
- San Miguel Arcángel